# Cap de Favàritx
El Cap de Favàritx és a l'extrem nord-oriental de l'illa de Menorca, dins del terme municipal de Maó, al Parc Natural de s'Albufera des Grau. La fita característica de Cap de Favàritx és el far, blanc i amb una banda negra en espiral. Va ser inaugurat l'any 1922.
Es caracteritza pel color negrosa de les seves roques i l'escassa vegetació. Als voltants del far es troba el Cós des Síndic, una bassa temporal d'aigua de pluja i de mar que s'omple gràcies als temporals.